# الحرب الزيرية القابسية
الحرب الزيرية القابسية حرب دارت أساسا بين سلالتي بني زيري في المهدية وبني جامع في قابس ومعهما حلفاؤهما، ودارت خلالها الكثير من الأحداث انتهت بصلح.

## الخلفية
استقلت قابس من حكم آل باديس بعد أن غزاها المناقشة، وحكمها مكي بن كامل الدهماني، ثم خلفه رافع بن مكي، وكانت علاقات قابس سيئة بالدولة الزيرية، وعندما تولى يحيى بن تميم قرر مداراة بني جامع، وقد بنى رافع سفينة مميزة كي يستخدمها ولم يجد يحيى مشكلا في ذلك بل حتى ساعد في بناء السفينة عبر تزويده بالخشب والحديد، ولكن عندما تولى علي بن يحيى لم تعجبه السفينة ولم يرغب أن يحتكر أحد غيره التجارة البحرية في إفريقية، فقرر إرسال أسطول سنة 511هـ / 1117 لمنع السفينة من الإقلاع أو أخذها حالما تقلع، وعندما علم رافع أرسل يستنجد بروجر الثاني كونت صقلية يطلب منه المساعدة، وادعى رافع أن السفينة كانت هدية لروجر، أو أنه كان سيرسل له هدية باستخدامها، فأرسل روجر أسطولا كبيرا مكونا من 24 سفينة، حسب التجاني، جمع علي رجال دولته واستشارهم فنصحوه أن يسحب أسطوله ويتغاضى عن رافع حفاظا على العلاقات مع كونتية صقلية، لكن علي خالف استشارتهم وأرسل باقي الأسطول إلى قابس، ولكن حسب ابن الأثير فقد كذّب علي الحلف القابسي الصقلي ثم عندما مر الأسطول النورماني من المهدية صدق علي وجوده.

## الحرب
اختلفت الروايات فيما حصل لاحقا، حسب رواية ابن الأثير والنويري أن الأسطولين وصلا في نفس الوقت، لكن الأمير رافع لم يخرج أسطوله، فانسحب النورمان وحاصر علي قابس حصارا شديدا ثم انسحب إلى المهدية. وحسب رواية التجاني عندما وصل علي وجد النورمان قد نزلوا في صقلية لحضور وليمة أعدها لهم رافع، فلما رأوا الأسطول الزيري هرعوا إلى سفنهم، فهزمهم أسطول علي واستولى على بعض سفنهم وقتل عددا كبيرا منهم، ويؤكد ابن خلدون هذه الرواية. واصل الأسطول الباديسي حصار قابس ويقال أنه أفسد خزان الماء الخاص بالمدينة ثم رجع إلى المهدية قبل شتاء 511هـ / 1117، ولم تسقط المدينة ولم تتعرض لهجوم بري.
صمم علي أن يهزم بني جامع، فجهز قواته في البر والبحر، وجند بعض قبائل العرب إلى جانبه، فأرسل رافع وفدا للمطالبة بالصلح، فلم يقبل علي بذلك، فجلب رافع عشيرته وحلفا من القبائل العربية وهاجم المهدية، ويقال أن رافع هو من بدأ الهجوم وأنه جمع قبائل العرب وتحرك للمهدية مدعيا أنه جاء لمبايعة علي وعقد صلح، لكن "أفعاله تكذب أقواله" فانتبه علي لذلك، وعلى العموم أخرج علي جيشه الذي بدأ بمهاجمة بيوت العرب، فتصايحت نساء العرب ما أثار غيرة الأعراب، واندلعت المعركة والأمير في باب زويلة، وانهزم علي وتكبد خسائر فادحة ولم يخسر رافع سوى رجلا واحدا، ثم خرج جيش علي. ودارت معركة ثانية انتصر فيها آل باديس، ومن أسباب هزيمته الثانية تخلي القبائل عن رافع (ثلاثة أخماس العرب من جيشه) فاقتصر دعمه على عشيرته بني دهمان.
عندما رأى رافع أن لا قدرة له بالمهدية، انسحب ليلًا إلى القيروان، فمنعه أهلها من الدخول فقاتلهم بضعة أيام ثم دخلها، وفي خضم كل هذا اجتمع شيوخ دهمان وقسموا البلاد بينهم، فحصل رافع على القيروان وأعانته عشيرته على حكمها، لكن علي لم يكن ليقبل بذلك، فجمع العرب الذين أغراهم بالمال وهاجم القيروان، ودارت معركة انتصر فيها علي بن يحيى رغم مقتل قائده إبراهيم بن أحمد، واضطر رافع أن ينسحب إلى قابس التي أناب عليها عمه رشيد بن كامل.

## العواقب
بعد وصوله إلى قابس بدأ مفاوضات بين رافع وعلي بوساطة ميمون بن زياد الصخري وتم الصلح فعلا، كما أدت هذه الحرب إلى تعكر العلاقات بين المهدية وصقلية، لا سيما بعد أن ثبت حدوث اصطدام بين الأسطولين في قابس، وأدى لحدوث حلف بين المرابطين والزيريين والذي انتهى بنهب نقوطرة.
وتغنى الشعراء بهذه الحرب، فبعد حصار قابس احتفل الناس بهذا النصر وغنى الشاعر محمد بن عبد الله:
لِيَهْنَ المعالي أن تملّك رٍقَّها***عليُّ بن يحيى بالحجا والتكرُّمِ
جرى وجرى صيد الملوك فبزّهم***إلى غايةٍ في المجد لم تُتَقدَّمِ
وصمّم تصميم الحسام مبادرا***لإطفاء نارٍ آذنت بالتضرّمِ
تعدّى على الأعلاج في قابس***وسار إليهم في الخميس العرمرمِ
فوَلَّوْا على الأدبار كلَّا وأجعلوا***بنابٍ نبا عنهُم وظُفْرٍ مُقَلَّمِ
وفي دخول رافع بن مكي للقيروان كتب محمد بن بشير:
سل رافعا ما الذي أجرى تنصره***وهل نفى الذل عنه من به وثقا
لو لم ير الروم أهلا والصليب أباً***لم يشك من عيشه في قابس رنقا
إنفاقك المال في العلياء الحقة***بالقيروان التي يعتدها نفقا
أبدت له عزة للجاهلين به***وكان ستر عليه قبل فانخرقا
الله فعلك لا للمال تجمعه***وكنت ذاك وقد شتته مزقا
وكل مال تشاد المكرمات به***أشد ما هو توقيرا إذا محقا